# Barkly West
Barkly-West  (Afrikaans: Barkly-Wes) is een dorp gelegen in de gemeente Dikgatlong in het oosten van de Zuid-Afrikaanse provincie Noord-Kaap. Het ligt op de noordelijke oever van de Vaalrivier en ten westen van Kimberley. In  BarklyWest werden de eerste spoeldiamanten ontdekt en gedolven. Het district Frances Baard, waarin de plaats ligt, is 2.500 km² groot en is bekend om zijn zuivelboerderijen. Er worden ook erg veel gewassen verbouwd met behulp van water de Vaalharts-irrigatiesysteem. Door delvers worden er nog altijd diamanten in de omgeving gedolven. Zij zijn vooral actief in een strook van 150 km langs de Vaalrivier vanaf Delportshoop tot bij Warrenton.

## Geschiedenis
Het dorp is gesticht als een kleine zendingsnederzetting met de naam "Pniel" (aangezicht van God). Die zendingsnederzetting is in 1849 door het "Berlijnse Zendingsgenootschap" gesticht op de zuidelijke oever. Bij Pniel was een drift (voorde) met de naam van "Klipdrift". In de loop der tijd is het steeds drukker geworden in het plaatsje. In 1869 zijn er spoeldiamanten ontdekt bij "Kantienkoppie" door kaptein Loftus Rolleston en zijn groep van goudzoekers uit Natal.
Doordat de Pniel was gelegen in niemandsland hebben, in de paar maanden na de ontdekking, erg veel partijen snel het eigennaarschap opgeëist. De eerste was het Koranna-hoofd, Jan Bloem, gevolgd door de Tswana- en Griekwastammen. Zij zijn allemaal verdreven door de delvers onder leiding van Roderick Barker. Vervolgens heeft de Oranje Vrijstaat aanspraak gemaakt op de zuidelijke oever door een landdrost in Pniel te benoemen terwijl Transvaal in Juni 1870 een landdrost in Klipdift benoemde op de noordelijke oever. Laatstgenoemde is in een boot teruggestuurd over de rivier. 
In 1870 werd de plaats het toneel waar de eerste belangrijke "diamantkoorts" plaatsvond op de Zuid-Afrikaanse diamantvelden. 
Op 30 Juli 1870 hebben de delvers hun eigen republiek - De Republiek van Klipdrift- uitgeroepen met Stafford Parker als president en de plaats hernoemd naar hem als "Parkerton". Nadat deze republiek 5 maanden oud was is de regering van de Britse Kaapkolonie op het toneel verschenen en heeft op haar beurt op 13 december 1870 een landdrost in Klipdrift benoemd.
Na getouwtrekkerij over het bezit van de grond heeft een commissie van arbiters het uiteindelijk toegekend aan de Griekwa's. Dit kon niet op bijval rekenen van de delvers. Groot-Brittannië is uiteindelijk tussenbeide gekomen en aangeboden om de grond van de Griekwa's te kopen.
Naar aanleiding hiervan heeft Sir Henry Barkly, Gouverner van de Kaapkolonie en Hoge Vertegenwoordiger voor Zuidelijk Afrika van 1870-1877, het dorp gezocht om er een bestuur en landdrost te benoemen voor West-Griekwaland, zoals de streek bekend is geworden. Het dorp is naar hem vernoemd. Het aantal delvers is mettertijd minder geworden aangezien zij zijn uitgeweken naar de droge delverij bij Kimberley.
Barkly-West werd samen met Kimberley een van de belangrijkste steden in de Kroonkolonie "West-Griekwaland".
Tijdens de Tweede Boerenoorlog werd de plaats bezet door Boerentroepen en tijdelijk hernoemd naar "Nieuw Boshof".

## Bezienswaardigheden
- De Kerk van de Heilige Maagd Maria was de eerste Anglicaanse kerk die gebouwd werd op de Diamantvelden. Sir Henry Barkly heeft in februari 1871 de eerste steen gelegd.[3]
- Kantienkoppie is de plaats van de eerste diamantdelvingen. Zij vertonen ook belangrijke archeologische voorkomens van gelaagde Acheuleen facies, welke onderwerp zijn van huidig gemeenschappelijk onderzoek door de University of Southampton, de Universiteit van Witwatersrand en het McGregor Museum in Kimberley.[4]
- Barkly-West Museum gehuisvest in het Tolhuis aan de Barklybrug (zie volgende).
- De ijzeren Barklybrug, de eerste over de Vaalrivier. De brug werd getransporteerd in gedeelten van Groot-Brittannië (via de zee, spoor en de laatste meer dan 100 km door ossenwagens) en gebouwd over de Vaalrivier in 1885. Een stalen herinneringsplaat vermeld de details over zijn fabrikant: "Westwood, Baillie & Co, Engineers and Contractors, London 1884."[5] In de jaren 1970 is een nieuwe brug gebouwd naast de oude brug. Het Tolhuis gebouwd om tol te innen van degenen die de oude brug gebruikten is in 2000 een museum geworden.

## Bekende inwoners
- Sarah Gertrude Millin, bekend schrijfster, opgegroeid in Longlands in de buurt van Barkly-West.
- Cecil Rhodes, vertegenwoordigde Barkly-West in het parlement van de Kaapkolonie tot zijn overlijden in 1902.
- Z.K. Matthews (1901 - mei 1968), prominent zwarte academicus die president werd van het African National Congress en assisteerde bij het ontwerp van het Vrijheids Charter, was geboren in Winters Rush in de buurt van Barkly-West. Het nieuwe ziekenhuis is naar hem vernoemd.